# Lago Falkner
Lago Falkner är en sjö i Argentina.   Den ligger i provinsen Neuquén, i den sydvästra delen av landet, 1 300 km sydväst om huvudstaden Buenos Aires. Lago Falkner ligger 927 meter över havet. Arean är 10,5 kvadratkilometer. Den sträcker sig 7,2 kilometer i nord-sydlig riktning, och 7,9 kilometer i öst-västlig riktning.
Trakten runt Lago Falkner består i huvudsak av gräsmarker. Runt Lago Falkner är det mycket glesbefolkat, med 3 invånare per kvadratkilometer.